# Seltinskij rajon
Il Seltinsky rajon (in russo Селтинский район?, in lingua udmurta Сьӧлта ёрос) è uno dei venticinque rajon della Repubblica di Udmurt, in Russia. Si trova nella parte occidentale della Repubblica. L'area del distretto è 1 883,74 chilometri quadrati. Il suo centro amministrativo è la località rurale di Selty. Il distretto è suddiviso in 9 comuni rurali. Popolazione: 10 628 (2021); la popolazione di Selty rappresenta il 46,4% della popolazione totale del rajon.